# Ella Hruschka
Ella (Emanuela) Hruschka (* 7. Mai 1851 in Trebitsch (Mähren); † 13. März 1912 in Wien) war eine österreichische Lehrerin, Schriftstellerin, Publizistin und Frauenrechtsaktivistin.

## Leben und Wirken
Emanuela Hruschka oder eigentlich Hruška, genannt Ella, Tochter eines österreichischen Staatsbeamten, studierte Französisch, Englisch, Italienisch (damals „moderne Sprachen“) und absolvierte die Lehrerinnen-Bildungsanstalt in Brünn 1874 mit Auszeichnungen. Als Volks- und Bürgerschullehrerin unterrichtete sie auch an diesem Institut.
Nach ihrer Pensionierung 1893 bereiste sie Deutschland und Italien und veröffentlichte Essays, Skizzen, Erzählungen, Feuilletons, Gedichte und pädagogische Schriften in Neues Wiener Tageblatt, Neuen Wiener Journal, Volksstimme, Deutsches Dichterheim, Jung-Deutschland, An der schönen, blauen Donau, Wiener Hausfrauen-Zeitung, Heimat und andere sowie im Lehrerinnen-Wart. Ab 1895 lebte sie in Wien. 
In einem Nachruf auf Ella Hruschka heißt es: 

„Die Lehrerin Frl. Ella Hruschka aus Brünn hat sich die dankenswerte Aufgabe gestellt, der Leserwelt ein übersichtliches Bild der Frauenbewegung zu bieten, indem sie den Wirkungskreis des Weibes auf den verschiedenen Stufen der Berufsarten bespricht und der Leserwelt die Aufklärung gibt, dass die Frauenbewegung kein Schreckensgespenst, sondern nur das stetige Fortschreiten auf dem Gebiete der Frau ist, welches sich nothwendigerweise von selbst ergibt. […] Nachdem der Anstoss gegeben ist, erweitert sich das Gebiet desselben immer mehr, umsomehr, als, wie die Verfasserin zeigt, die wichtigen Anfänge bereits seit Jahrhunderten gemacht wurden und sich endlich zum schönen Kreise vereinen werden. Als Beweis, dass die durchwegs gediegene, emsige Arbeit der Verfasserin einen ehrenden Platz in jeder Frauenbibliothek einzunehmen verdient, stellen wir auch einen kleinen Theil aus derselben an die Spitze der heutigen Nummer.“

## Veröffentlichungen
- Der Wirkungskreis des Weibes. Ein Beitrag zur Lösung der Frauenfrage.Kreisel & Gröger, Wien 1892
- Ferdinand Raimund. Bilder aus einem Dichterleben in 4 Akten und Vorspiel. Wigand, Berlin 1907 (Signatur der ÖNB: 585.123-B und 839.594-B.Th)
- Die erziehliche Aufgabe der Schule in Freie deutsche Blätter und Mährisch-schlesischer Correspondent, nach einem Vortrag, gehalten bei der Bezirkslehrerconferenz in Brünn 1888
- Was können die Vereine dazu beitragen, um Fröbels Erziehungsgrundsätze in die Familien einzuführen? In: Zeitschrift für das Kindergartenwesen nach einem Vortrag bei der III. Wanderversammlung des Vereines für Kindergärten in Österreich 1890.
- Mira, epische Dichtung. Ein Schauspiel in 4 Akten 1894